# Anthony Losilla
Anthony „Toto“ Losilla (* 10. März 1986 in Firminy) ist ein ehemaliger französischer Fußballspieler und heutiger Trainer, der seit 2014 beim VfL Bochum unter Vertrag steht. Er ist Rechtsfüßer und war im zentralen Mittelfeld variabel einsetzbar. Zur Saison 2025/26 wurde er zum Co-Trainer ernannt.

## Karriere
Anthony Losilla wurde in der Jugend bei AS Saint-Étienne ausgebildet, wo er aber nach zwei Jahren in der zweiten Mannschaft keinen Profi-Vertrag erhielt. Anschließend verließ er die AS Saint-Étienne und spielte ab Juni 2006 für die AS Cannes in der National. Dort blieb er für zwei Spielzeiten und erzielte in 73 Ligaspielen zwei Tore. In der darauffolgenden Saison wechselte Losilla zum Paris FC, der ebenfalls in der National vertreten war. Nach zwei erfolgreichen Spielzeiten beim Paris FC mit neun Toren in 74 Ligaspielen ging er im Sommer 2010 zum Stade Laval in die Ligue 2. Für Laval erzielte der Mittelfeldspieler in zwei Spielzeiten vier Tore in 76 Zweitligaspielen.
Nach diesen zwei guten Saisons hatten einige Bundesliga-Vereine starkes Interesse an ihm. Losilla wechselte schließlich nach Deutschland zum Zweitligisten Dynamo Dresden. Dort unterschrieb er einen Zweijahresvertrag bis zum 30. Juni 2014, welchen er vorzeitig um weitere drei Jahre bis 2017 verlängerte.
Im Sommer 2014, nach Dresdens Abstieg aus der 2. Liga, konnte Losilla ablösefrei zum VfL Bochum wechseln, da sein Vertrag in Dresden nur Gültigkeit für die 1. und 2. Bundesliga hatte. Er wurde zu Beginn der Zweitligasaison 2019/20 von Cheftrainer Robin Dutt zum neuen Mannschaftskapitän des VfL in Nachfolge von Stefano Celozzi ernannt. Von seinen Mannschaftskameraden in Bochum wird er respektvoll „Toto“ genannt.
In der Saison 2020/21 wurde er mit Bochum Zweitligameister. Der Verein kehrte damit nach elf Jahren Abstinenz in die Bundesliga zurück. Am 18. August 2021 gab Losilla am ersten Spieltag sein Bundesliga-Debüt. In der Saison 2024/25 ist Losilla nach wie vor Kapitän der Bochumer, außerdem ist er in dieser Spielzeit der älteste eingesetzte Spieler der 1. Bundesliga. Im Sommer 2025 beendete er seine Karriere.

## Erfolge
- Meister der 2. Bundesliga und Aufstieg in die Bundesliga: 2021

## Privates
Losilla ist verheiratet und Vater von zwei Kindern.